# Farmersburg (Indiana)
Farmersburg és una població dels Estats Units a l'estat d'Indiana. Segons el cens del 2000 tenia 1.180 habitants.

## Demografia
Segons el cens del 2000, Farmersburg tenia 1.180 habitants, 479 habitatges, i 340 famílies. La densitat de població era de 624,1 habitants/km².
Dels 479 habitatges en un 33,8% hi vivien nens de menys de 18 anys, en un 53,7% hi vivien parelles casades, en un 11,1% dones solteres, i en un 29% no eren unitats familiars. En el 26,7% dels habitatges hi vivien persones soles el 12,5% de les quals corresponia a persones de 65 anys o més que vivien soles. El nombre mitjà de persones vivint en cada habitatge era de 2,44 i el nombre mitjà de persones que vivien en cada família era de 2,89.
Per edats la població es repartia de la següent manera: un 26% tenia menys de 18 anys, un 7,8% entre 18 i 24, un 27,5% entre 25 i 44, un 21,9% de 45 a 60 i un 16,8% 65 anys o més.
L'edat mediana era de 37 anys. Per cada 100 dones de 18 o més anys hi havia 84,2 homes.
La renda mediana per habitatge era de 30.478$ i la renda mediana per família de 33.854$. Els homes tenien una renda mediana de 31.719$ mentre que les dones 20.100$. La renda per capita de la població era de 14.873$. Entorn del 10,3% de les famílies i l'11% de la població estaven per davall del llindar de pobresa.

## Poblacions més properes
El següent diagrama mostra les poblacions més properes.